# Bruno Bulić
 Ovo je glavno značenje pojma Bruno Bulić. Za hrvatskog biciklista pogledajte Bruno Bulić (biciklist).
Bruno Bulić (Trst, 7. prosinca 1903. – Zagreb, 26. studenog 1990.), bio je hrvatski slikar, poznat po velikom opusu sakralnih slika koje je naslikao za brojne franjevačke crkve.

## Životopis
Nakon školovanja u Trstu, pohađao je Likovnu akademiju u Veneciji. Školovanje je dovršio na Akademiji likovnih umjetnosti u Zagrebu 1931. u klasi profesora Vladimira Becića. Po tadašnjoj modi odlazi na godinu dana u Pariz 1932./33.
Bulić prvi put izlaže kao gost na izložbi Grupe Trojice (Babić -Becić -Miše) 1934. godine u Zagrebu.
Na početku rata Drugog svjetskog rata izlaže s tadašnjom hrvatskom likovnom reprezentacijom (Josip Crnobori, Antun Augustinčić, Jozo Kljaković, Slavko Kopač, Miroslav Kraljević, Ivan Meštrović, Antun Mezdjić, Antun Motika, Juraj Plančić, Josip Račić, Ivo Režek, Slavko Šohaj, Emanuel Vidović) na posljednjem ratnom Venecijanskom bijenalu - 1942.
Po završetku Drugog svjetskog rata Bulić se bavi restauracijom umjetnina. Potkraj 1950-ih počinje slikati sakralne teme, vjerojatni razlog tome je njegovo dugo bavljenje restauriranjem umjetnina i druženje s franjevcima, koji postaju njegovi glavni naručioci. Bulić je naslikao više zidnih i oltarnih slika po franjevačkim crkvama i samostanima od Sinja, Orebića, Visovca, Suska, Šibenika, Košljuna, Krka, Crikvenice, Zagreba i Osijeka, od kraja 1950-ih do sredine 1980-ih. Prvo sakralno djelo, oltarnu palu Sv. Nikola Tavelić, naslikao je 1958. za crkvu Gospe Sinjske.  U istoj crkvi naslikao je freske; Anđeli svirači (unitštenu u obnovi crkve), Rođenje Isusa, Oplakivanje Krista i druge.
Svoje najbolje freske naslikao je 1976. u dvjema kapelicama na Samostana na Košljunu u Puntu: Kapelici sv. Križa s prikazom Kristova uskrsnuća i motivima iz nacionalne povijesti, i Kapelici sv. Franje s prikazima iz života sveca od njegova rođenja do smrti.
U dubokoj starosti u 81 godini (1984.), naslikao je za refektorij franjevačkog samostana u Karinu sliku Gospodinova večera.

## Vanjske poveznice
- Galerija Kaptol, Bruno Bulić  Arhivirana inačica izvorne stranice od 11. srpnja 2009. (Wayback Machine)